# Matthias Van Beethoven
Matthias Van Beethoven, né le 16 mai 1995 à Hoboken, est un coureur cycliste belge, membre de l'ESEG Douai et spécialiste de la piste.

## Biographie
En 2017, il rejoint l'ESEG Douai en France.

## Palmarès sur piste

### Championnats de Belgique
- 2013
  -  Champion de Belgique de poursuite par équipes juniors (avec Lindsay De Vylder, Boris Van Renterghem et Johan Hemroulle)
- 2015
  - 3e de l'américaine
- 2016
  - 2e de l'américaine
- 2017
  - 3e de l'américaine